# John Morgan (évêque de St David's)
Pour les articles homonymes, voir John Morgan et Morgan.
John Morgan (mort le 1er mai 1504) est un évêque gallois.
Morgan étudie à l'université d'Oxford et y obtient le titre de Legum Doctor. Il est doyen de Windsor de 1484 à 1496, puis évêque de St David's de 1496 à sa mort en 1504.